# (1941) Wild

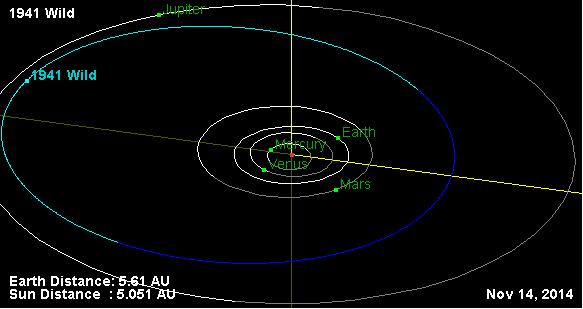
Órbita del asteroide 1941

(1941) Wild es un asteroide que forma parte del cinturón exterior de asteroides y fue descubierto por Karl Wilhelm Reinmuth desde el observatorio de Heidelberg-Königstuhl, Alemania, el 6 de octubre de 1931.

## Designación y nombre
Wild recibió inicialmente la designación de 1931 TN1.
Más adelante se nombró en honor del astrónomo suizo Paul Wild (1925-2014).

## Características orbitales
Wild está situado a una distancia media del Sol de 3,961 ua, pudiendo alejarse hasta 5,093 ua y acercarse hasta 2,83 ua. Tiene una inclinación orbital de 3,953° y una excentricidad de 0,2857. Emplea en completar una órbita alrededor del Sol 2880 días.
Wild pertenece al grupo asteroidal de Hilda.